# Carl Jonas Rhodin
Carl Jonas Rhodin, född 11 maj 1877 i Kungälv, död 2 maj 1932 i Oakland, Kalifornien, var en svenskamerikansk ingenjör.
Carl Jonas Rhodin var son till sjökaptenen Carl Josef Rhodin. Han var syssling till Sigurd och Hans Rhodin. Rhodin avlade mogenhetsexamen i Göteborg 1896 och utexaminerades 1900 från Tekniska högskolans fackavdelning för väg- och vattenbyggnad. Han var biträdande ingenjör vid Göteborgs stadsbyggnadskontor 1900 och hos chefen för övre norra väg- och vattenbyggnadsdistriktet 1900–1902. På båda ställena sysslade han med hamnbyggnader. Han emigrerade 1902 till USA, där han var arbetsledningsingenjör vid byggandet av den stora Thebesbron över Mississippi 1903–1904. 1905 blev han ingenjör hos och affärsrepresentant för Atlantic Gulf & Pacific Co., och 1906–1916 var han ingenjör vid olika kraftverksanläggnings- och vattenbyggnadsföretag, 1911–1916 som överingenjör i firman J. G. White & Co. i San Francisco. Från 1916 verkade han som konsulterande ingenjör med egen firma i San Francisco och gjorde bland annat ritningarna till åtskilliga av stadens största byggnader. Rhodin var ledamot av styrelsen för Svenska handelskammaren i Förenta staterna och ordförande i Svenska klubben i San Francisco.